# Sint-Elisabethkerk (Bonn)
De Sint-Elisabethkerk (Duits: St. Elisabethkirche) is een rooms-katholiek kerkgebouw in het zuidelijke deel van de Duitse stad Bonn. De kerk is gewijd aan de heilige Elisabeth en is tegenwoordig een beschermd monument.

## Geschiedenis
De architect Ludwig Becker uit Mainz kreeg in 1906 de opdracht om een neoromaanse kerk te ontwerpen waarin 2200 gelovigen plaats zouden kunnen nemen. De opdracht was veelomvattend en Ludwig Becker werd eveneens belast met het ontwerpen van een aangrenzende pastorie en de uitbesteding van de werkzaamheden en het toezicht op de bouw.
De eerstesteenlegging van de tot de munster behorende rectoraatskerk vond plaats in 1906. Reeds in 1908 was de ruwe bouw voltooid. Ludwig Becker kreeg ook de verantwoording voor het ontwerpen van het interieur, maar hierbij had het kerkbestuur en de priester inspraak bij de keuze van de uitvoerende kunstenaars. Aan het interieur werkten kunstenaars uit het Rijnland, maar ook bekende Duitse beeldhouwers als Georg Busch en Heinz Schiestl en schilders als Matthäus Schiestl.
Op 2 februari 1910 werd de kerk plechtig ingezegend. Op 13 oktober 1912 werd de kerk een parochiekerk en vond de wijding plaats.
In de Tweede Wereldoorlog werden de klokken van de kerk in beslag genomen. De drie grootste klokken werden na de oorlog onbeschadigd in Hamburg teruggevonden en op 5 oktober 1947 opnieuw geïnstalleerd.

## Architectuur

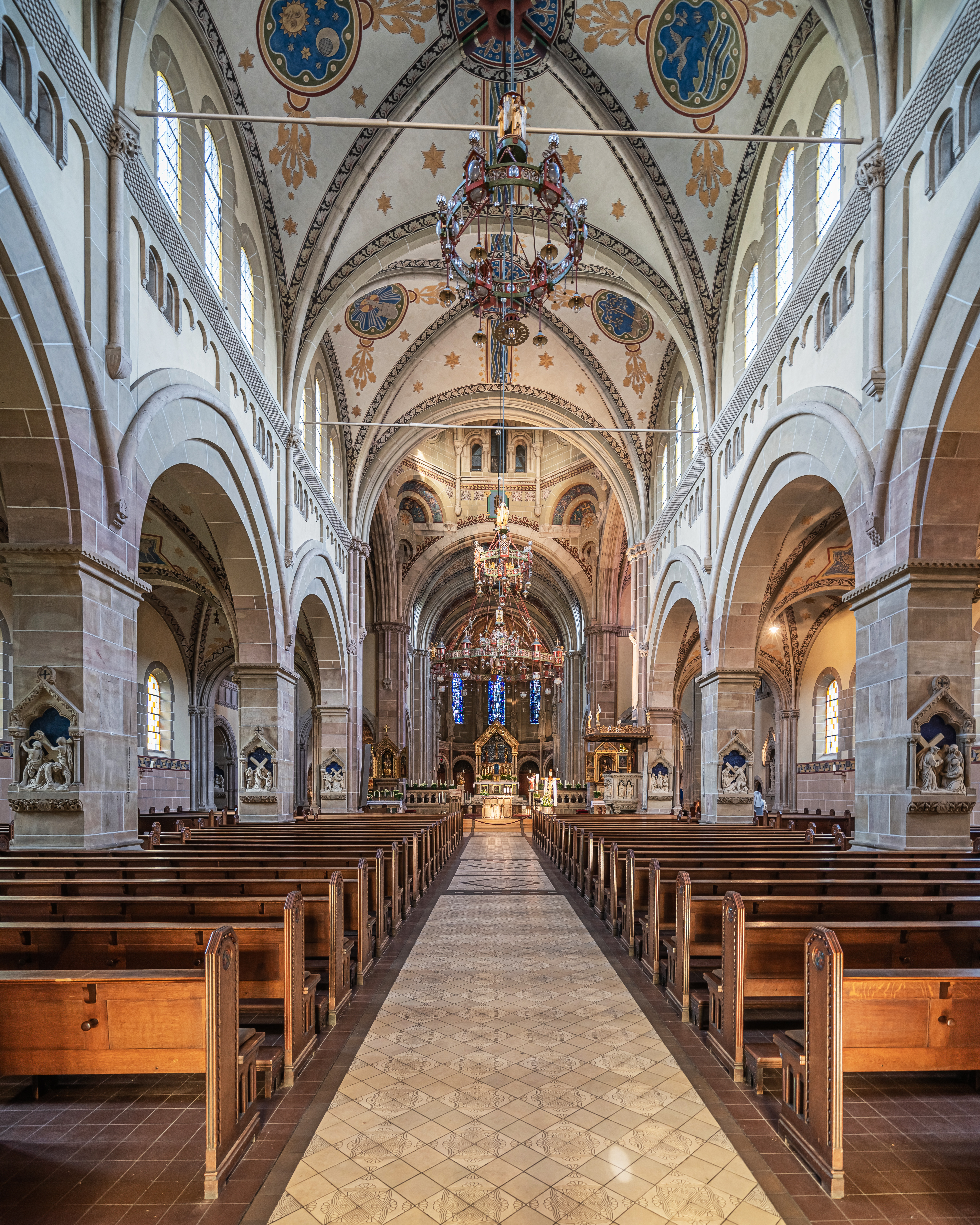
Interieur

De kerk is een georiënteerde driebeukige basiliek met dwarsbeuk en achthoekige vieringtoren. De halfronde apsis wordt door twee zijapsissen geflankeerd. De representatieve westelijke bouw wordt gevormd door het portaal en de hoofdtoren geflankeerd door twee kleine torentjes.

## Interieur
De kerk heeft een rijk interieur. Noemenswaardig zijn de plafondbeschildering, de kroonluchter in de viering, de kansel, het hoofdaltaar (1912), het Elisabeth-altaar (1915), het Maria-altaar en Jozef-altaar (1922), het Heilig Hart van Jezus-altaar (1918) en het orgel van het orgelbedrijf Johannes Klais uit Bonn.